# Uciąg na palu

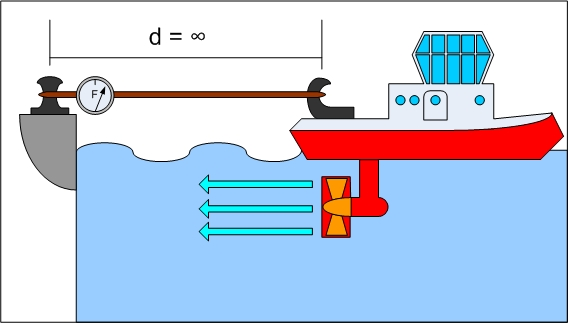
Zasada pomiaru uciągu

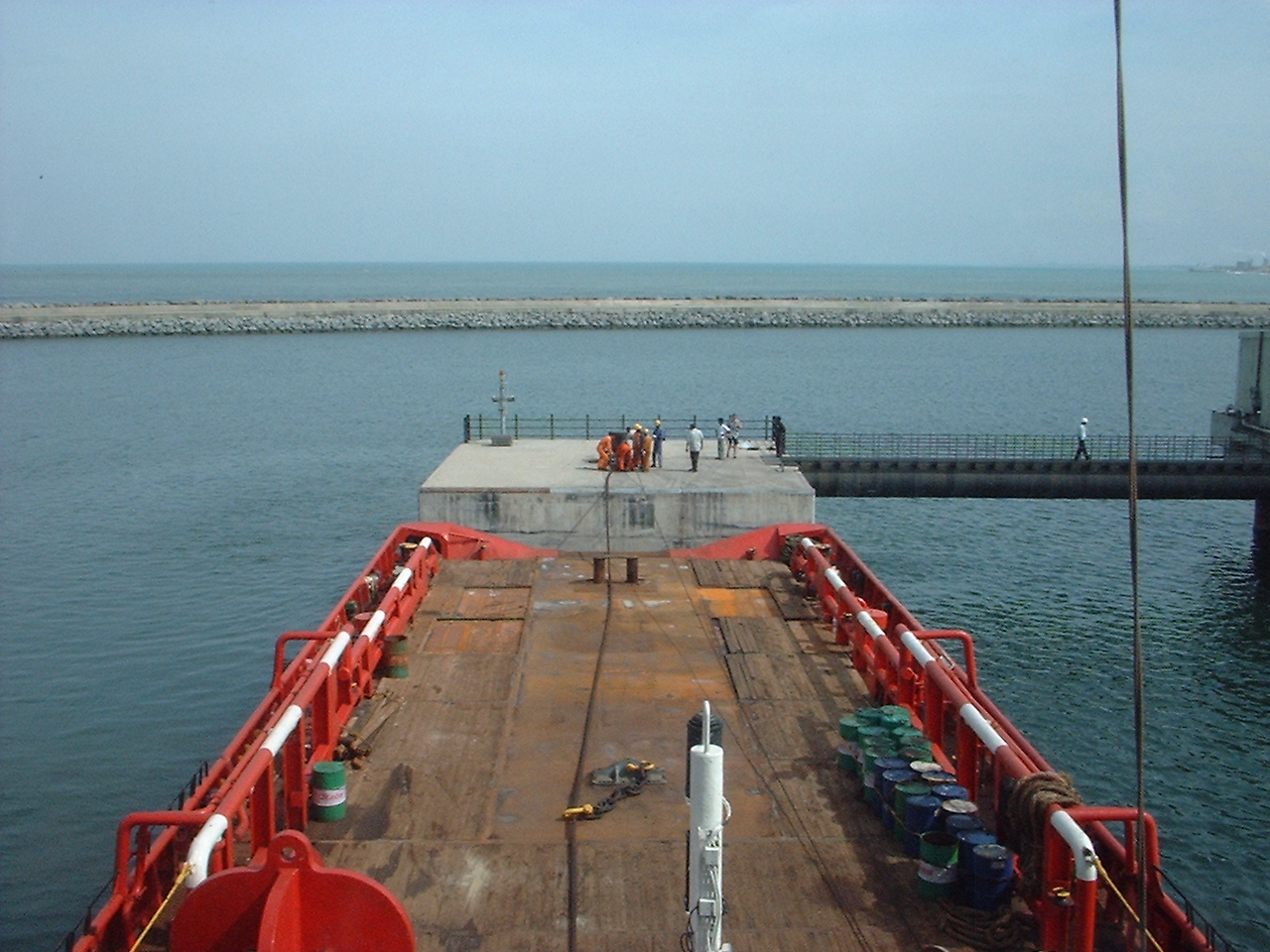
Przygotowania do próby uciągu

Uciąg na palu – maksymalna siła, jaką wytwarza układ silnik–kadłub–śruba przy zerowej prędkości i z którą holownik może działać teoretycznie w sposób ciągły (praktycznie, ze względu na ograniczenia pracy silnika z maksymalną mocą, przez kilkanaście minut).

Jest to jedna z podstawowych wielkości charakteryzujących holownik.
Dla holowników rzecznych uciąg wynosi kilka T (ton-siły), czyli kilkadziesiąt kN, natomiast potężne holowniki ratownicze i AHTS mogą mieć uciąg na palu wynoszący ponad 200 T, czyli 2000 kN (AHTS Far Samson, zbudowany w 2009, ma 423 T).
Uciąg na palu wyznacza się na specjalnych stanowiskach. Próba musi być przeprowadzona przy dobrej pogodzie, na głębokości przekraczającej dziesięciokrotnie zanurzenie holownika. Linę holowniczą mocuje się do siłomierza, po czym statek napręża ją i pracuje pełną mocą. Po ustabilizowaniu się wskazań dokonuje się odczytu.

## Wyznaczanie przybliżone
Dla statków, dla których nie przeprowadzono pomiaru uciągu na palu, można wyliczyć przybliżoną wartość. W użyciu jest kilka wzorów wiążących uciąg z mocą. Na przykład:
- US Navy używa wzoru:

{\displaystyle BP=SHP*F/2204}
gdzie BP to uciąg, SHP to moc mierzona na wale (w koniach mechanicznych), F to współczynnik wynoszący: 22 dla statków ze stałą śrubą bez dyszy, 24 dla statków ze śrubą nastawną, 26 dla statków ze stałą śrubą w dyszy Korta i 32 dla statków ze śrubą nastawną w dyszy Korta.  Wynik w tonach-siły.
- GL Noble Denton wylicza uciąg ze wzoru

{\displaystyle BP=1,1\surd BHP}
gdzie BP to uciąg, a BHP moc (mierzona na hamowni). Dla statków z dyszą Korta, wynik należy zwiększyć o 10 %